# Oritoniscus punctatus
Oritoniscus punctatus là một loài chân đều trong họ Trichoniscidae. Loài này được Taiti & Ferrara miêu tả khoa học năm 1996.